# Kousséri Koura
Kousséri Koura (auch: Koséiri, Kosséiri, Kosséri, Kosséyri, Kousséri) ist ein Dorf in der Landgemeinde Goudoumaria in Niger.

## Geographie
Das von einem traditionellen Ortsvorsteher (chef traditionnel) geleitete Dorf liegt rund 22 Kilometer östlich des Hauptorts Goudoumaria der gleichnamigen Landgemeinde und des gleichnamigen Departements Goudoumaria, das zur Region Diffa gehört. Zu den weiteren Siedlungen in der Umgebung von Kousséri Koura zählen Ari Boudiram im Osten und Djadjiri Canada im Südosten.
Das Dorf befindet sich in der Zone der fruchtbaren Mulden von Maïné-Soroa. Kousséri Koura ist von Überschwemmungen gefährdet. Starke Regenfälle können dazu führen, dass Teiche in Gärten überlaufen und instabil gebaute Häuser einstürzen.

## Bevölkerung
Bei der Volkszählung 2012 hatte Kousséri Koura 1482 Einwohner, die in 219 Haushalten lebten. Bei der Volkszählung 2001 betrug die Einwohnerzahl 986 in 190 Haushalten und bei der Volkszählung 1988 belief sich die Einwohnerzahl auf 231 in 64 Haushalten.

## Wirtschaft und Infrastruktur
In Kousséri Koura wird ein Markt abgehalten. Mit einem Centre de Santé Intégré (CSI) ist ein Gesundheitszentrum vorhanden. Es gibt eine Schule. Das nigrische Unterrichtsministerium richtete 1996 gemeinsam mit dem Welternährungsprogramm der Vereinten Nationen zahlreiche Schulkantinen in von Ernährungsunsicherheit betroffenen Zonen ein, darunter eine für Nomadenkinder in Kousséri Koura.